# Sefer Raziel HaMalakh

Albero della Vita cabalistico con le 10 Sephirot e le 22 lettere ebraiche

Sefer Raziel HaMalakh, (ספר רזיאל המלאך‎ "Libro di Raziel l'Angelo"), è un grimorio medievale di Cabala pratica, inizialmente scritto in ebraico e aramaico, ma che sopravvive anche in traduzione latina col titolo Liber Razielis Archangeli, in un manoscritto del XIII secolo [probabilmente] prodotto durante il regno di Alfonso X di Castiglia.

## Storia testuale
Il libro non può essere dimostrato che sia anteriore al XIII secolo, ma potrebbe in alcune parti risalire alla tarda antichità. Come altri testi oscuri antichi, vedi Bahir e Sefer Yetzirah, l'opera è ancora esistente in un numero di versioni. La tradizione del libro lo attribuisce come rivelato ad Adam dall'angelo Raziel. Il titolo stesso è menzionato in un'altra opera magica della tarda antichità, La Spada di Mosè. Gli storici critici lo considerano un testo medievale, molto probabilmente prodotto dai pietisti Chassidei Ashkenaz, poiché le relative citazioni cominciano ad apparire solo nel XIII secolo. Alcune sue sezioni sono senza dubbio più antiche. Il probabile compilatore della versione medievale è Eleazar di Worms, come anche il Sefer Galei Razia, che si sviluppò in quello che abbiamo correntemente col titolo di Sefer Raziel HaMalakh, e altre opere scritte da persone di diverse opinioni teologiche.

## Contenuti
Essa si basa notevolmente su Sefer Yetzirah e Sepher Ha-Razim. Ci sono più versioni manoscritte, che contengono fino a sette trattati. La versione stampata del Sefer Raziel è suddivisa in cinque libri, alcuni dei quali in forma di un Midrash mistico della Creazione. È dotato di un'elaborata angelologia, usi magici di zodiaco, ghematria, nomi di Dio, incantesimi di protezione e un metodo per scrivere amuleti magici di guarigione. Il sesto libro del Liber Razielis si basa sul Sefer ha-Razim ("Libro dei Segreti"), con varie aggiunte tra cui la "Preghiera di Adamo" di Sefer Adam.
Il libro divenne famoso in ambito di magia rinascimentale tedesca, citato dal medico Johannes Hartlieb (1410–1468) insieme a Picatrix come tra le opere più abominevoli di negromanzia. La preghiera di Adamo è parafrasata da Nicola Cusano in due sermoni (Sermo I, 4, 16.25; Sermo XX, 8, 10-13) e usata anche da Johannes Reuchlin nel suo De Arte Cabbalistica. Anche lo scriba
Konrad Bollstatter nel XV secolo dimostra conoscenza della versione latina della "Preghiera di Adamo" interpolazione del manoscritto "Cgm 252", sebbene sostituisca Raziel con Raffaele e Set con Sem.

### "Albero della Conoscenza"
Adamo nella sua preghiera a Dio, si scusa per aver ascoltato sua moglie Eva חוה, che fu ingannata dal serpente a mangiare dall'"Albero della Conoscenza" in ebraico il עץ הדעת‎? – secondo il Libro di Raziel, Dio mandò il più elevato degli Angeli, Raziel, ad insegnare ad Adamo le leggi spirituali della natura e della vita sulla terra, compresa la conoscenza dei pianeti, le stelle e le leggi spirituali della creazione. L'Angelo Raziel insegnò ad Adamo anche la conoscenza del potere della parola, il potere dei pensieri e il potere dell'anima di una persona entro i confini del corpo fisico e nell'ambito del mondo fisico, in pratica insegnando la conoscenza con cui si può armonizzare l'esistenza fisica e spirituale in questo mondo fisico.
L'Angelo Raziel insegna il potere della parola, l'energia contenuta dentro le 22 lettere dell'alfabeto ebraico, le loro combinazioni e i significati di nomi.

### Adamo e Abramo
Secondo le tradizioni ebraiche, l'Angelo Raziel fu mandato sulla terra per insegnare ad Adamo e grazie all'anima elevata di Abramo, Raziel tornò ad insegnare ad Abramo tutta la conoscenza spirituale e le leggi spirituali. Raziel fu mandato sulla terra con lo scopo specifico di insegnare ad Adamo e Abramo le vie della natura. Il Libro di Raziel spiega una moltitudine di materie, dall'astrologia dei pianeti del nostro sistema solare a come l'energia vitale creativa cominci da un pensiero dei reami spirituali, trascendendo in parola e azione in questo mondo fisico. L'eterna divina energia vitale creativa di questa terra è l'amore: il libro si dilunga quindi a descrivere le leggi spirituali di nascita, morte, reincarnazione dell'anima e molte leggi spirituali della "Permutazione" (cfr anche Ghimatriah e Nomi di Dio nella Bibbia).

## Heptameron
Lo Heptameron, attribuito a Petrus de Apono, si basa sul Libro di Raziel.